# Chlorodiella corallicola
Chlorodiella corallicola is een krabbensoort uit de familie van de Xanthidae. De wetenschappelijke naam van de soort is voor het eerst geldig gepubliceerd in 1968 door Miyake & Takeda.